# Jackson-tokó
A Jackson-tokó (Tockus jacksoni) a madarak osztályának a szarvascsőrűmadár-alakúak (Bucerotiformes) rendjéhez, ezen belül a szarvascsőrűmadár-félék (Bucerotidae) családjához tartozó faj.
A magyar név forrással nincs megerősítve.
Egyes rendszerbesorolások szerint Van der Decken-tokó (Tockus deckeni) alfaja Tockus deckeni jacksoni néven.

## Előfordulása
Etiópia, Kenya, Dél-Szudán, Szudán és Uganda területén honos.